# Murray Waxman
Pour les articles homonymes, voir Waxman.
Murray Waxman, né le 10 juillet 1925 à Toronto (Ontario) et mort le 27 novembre 2022, est un joueur canadien de basket-ball.